# Урочище «Павлівщина»
Уро́чище «Павлі́вщина» — лісовий заказник місцевого значення в Україні. Розташований у межах Рівненського району Рівненської області, на північ від села Шпанів. 
Площа 131 га. Статус надано згідно з рішенням Рівненської облради від 27.05.2005 року, № 584. Перебуває у віданні ДП «Клеванський лісгосп» (Решуцьке л-во, кв. 51). 
Статус надано з метою збереження частини лісового масиву з різноманітними насадженнями природного і штучного походження. Зростають дуб звичайний, а також береза повисла, граб звичайний, клен гостролистий, осика, бук лісовий, сосна звичайна. У дібровах — тополі біла і канадська, граб, клен гостролистий, липа дрібнолиста, ялина європейська. 
У трав'яному покриві переважають яглиця звичайна, копитняк європейський, зеленчук жовтий, куцоніжка лісова, фіалка дивна і фіалка Рейхенбаха, трапляються види, занесені до Червоної книги України — коручка чемерникоподібна і гніздівка звичайна. У підліску: бузина чорна, свидина кров'яна, бруслина бородавчаста. 
З тварин водяться: заєць сірий, лисиця, куниця лісова, вивірка звичайна, їжак білочеревий, кабан, борсук (занесений до Червоної книги України). З птахів — сойка, повзик, дятел звичайний, сова сіра, канюк звичайний, різні види горобцеподібних, земноводні, плазуни та інші.

## Галерея

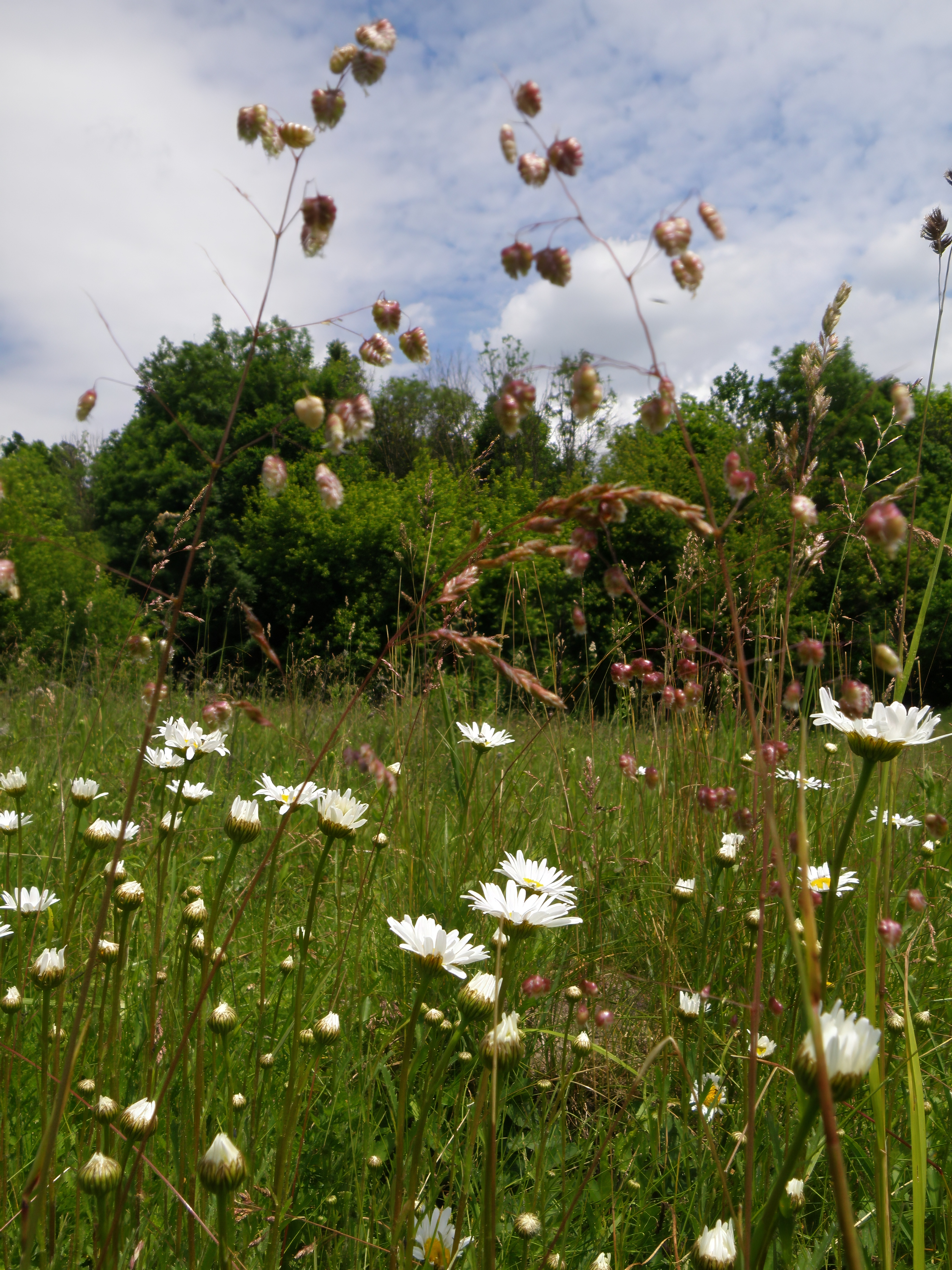
Весняна лука
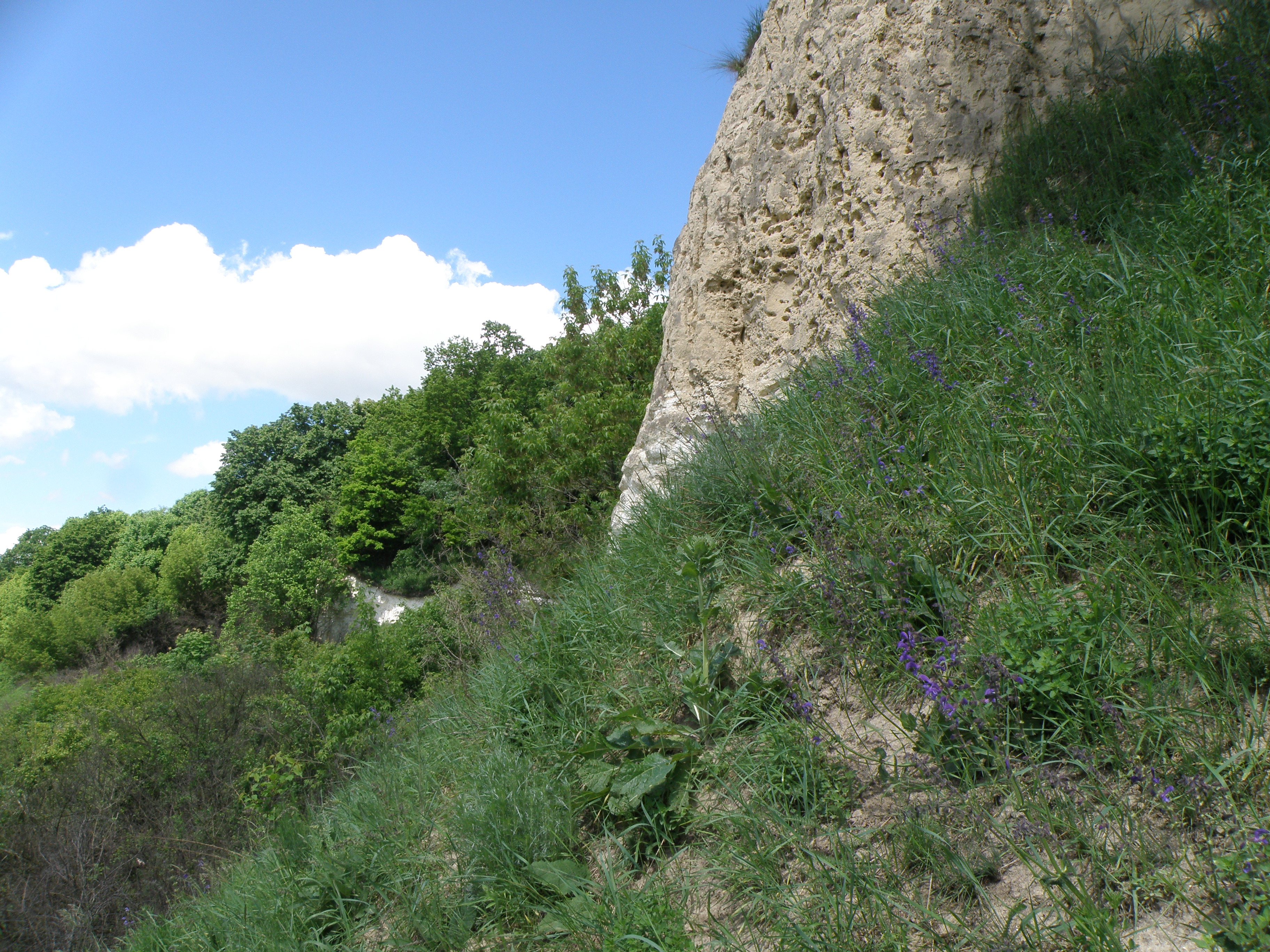
Сонячний схил
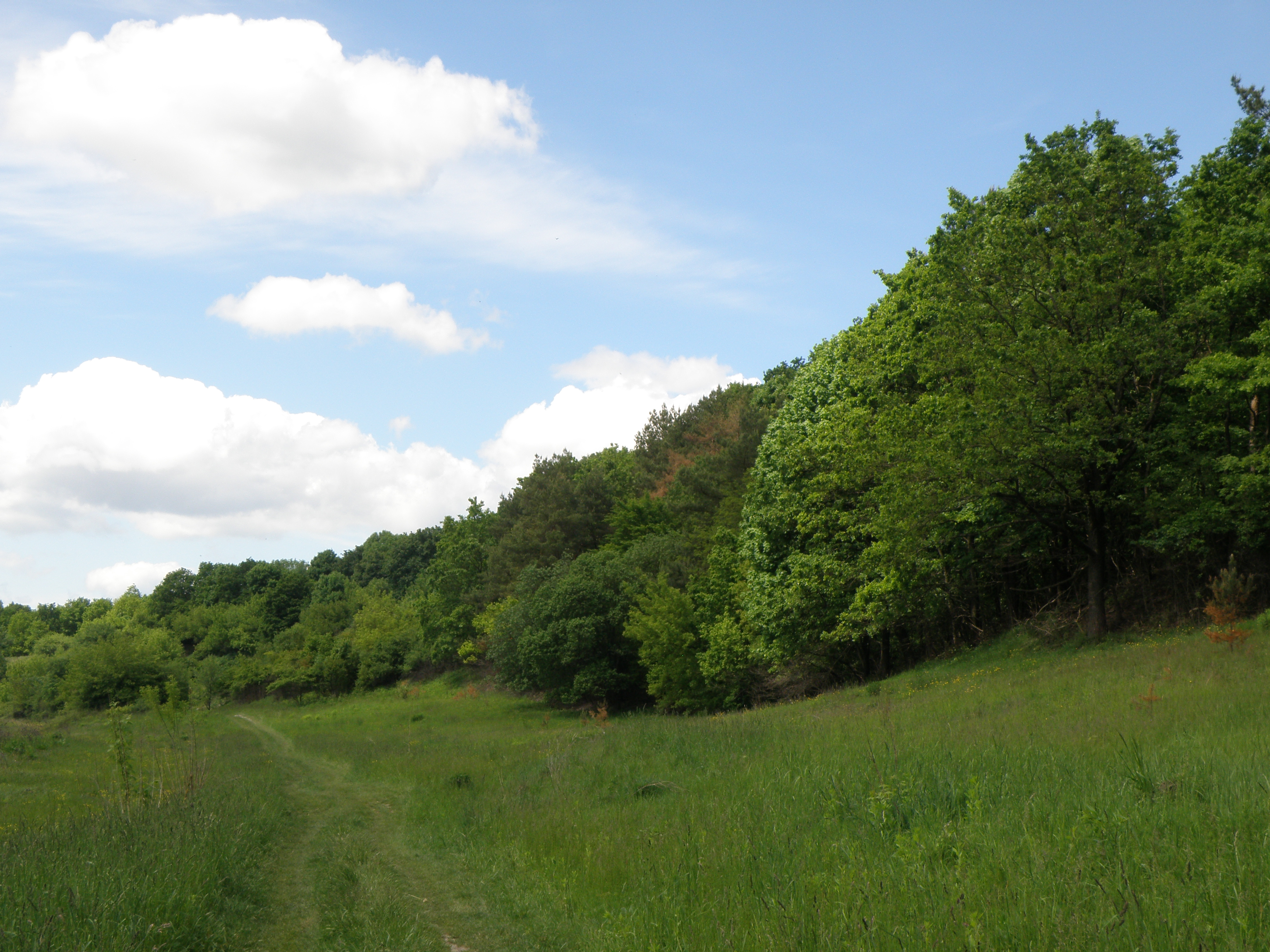
Вздовж узлісся
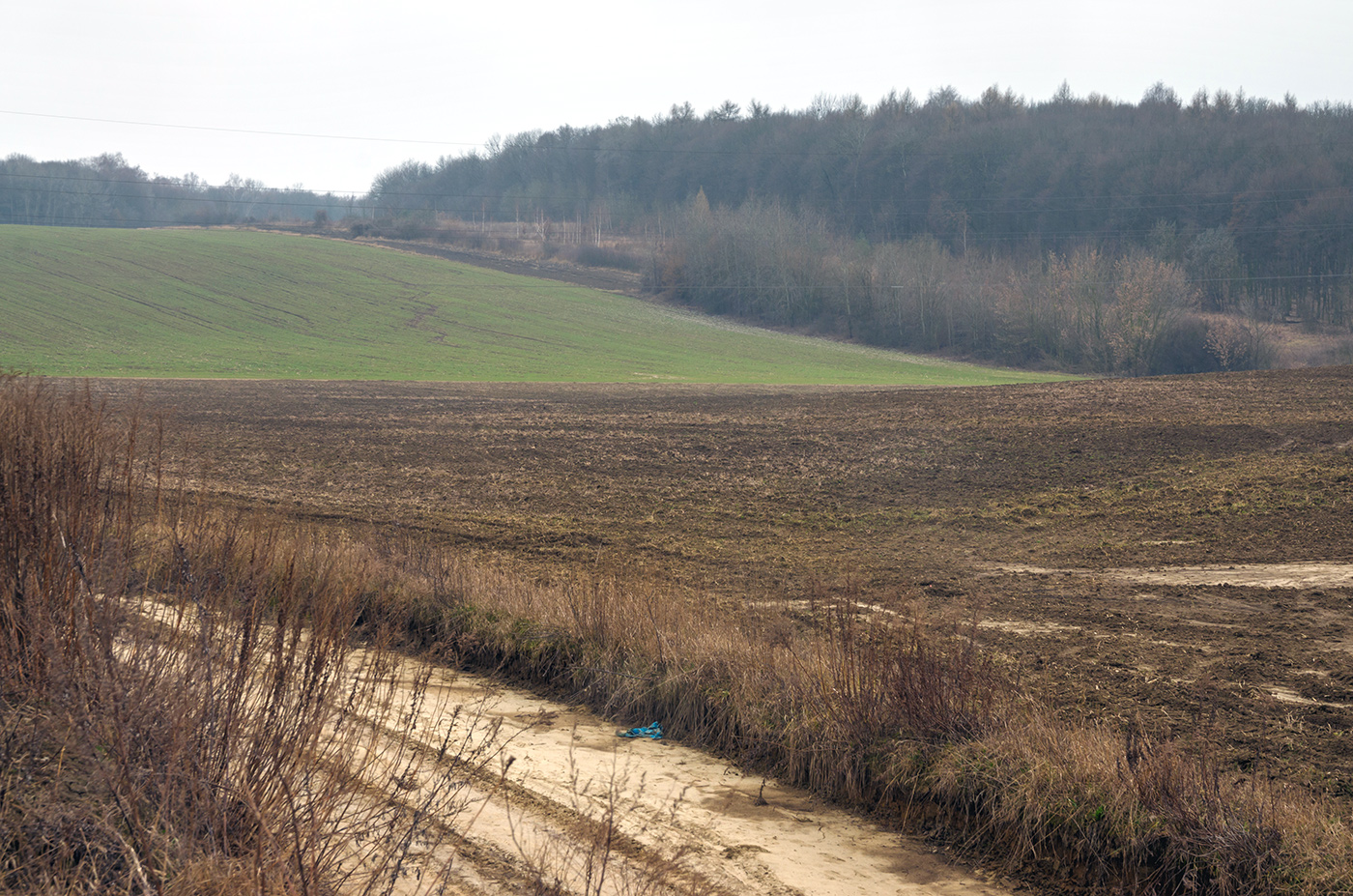
Вид на Павлівщину від села Ходоси
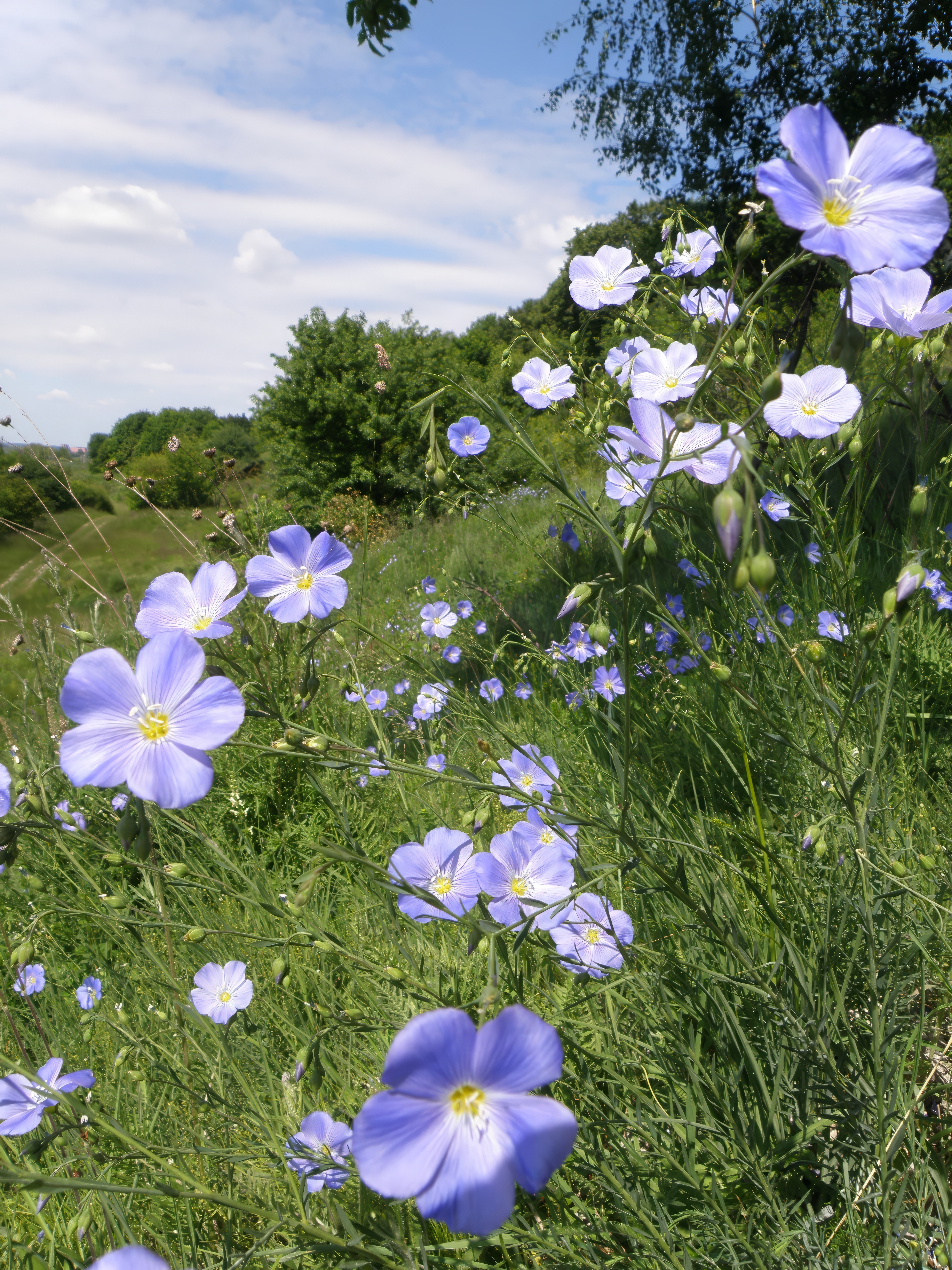
А льон цвіте!